# 岡島秀夫
岡島 秀夫（おかじま ひでお、1924年（大正13年） - 2019年（令和元年））は、日本の農学者。学位は、農学博士（北海道大学）。北海道大学名誉教授。元道都大学短期大学部学長。北海道岩見沢市出身。

## 来歴
1947年北海道帝國大学農学部農芸化学科卒業。同年、厚生省東京衛生試験所助手。1949年東北大学農学研究所助手。1955年東北大学農学研究所講師。1961年　北海道大学より農学博士の学位を取得、学位論文は「水稲根群の生理機能に関する研究とくに窒素栄養を中心として」 1968年同農学部助教授。1970年同農学部教授。1979年文部省学術審議会専門委員。1983年北海道大学農学部学部長。1987年北海道大学停年退官。同名誉教授。1989年道都大学短期大学部学長に就任。1997年道都大学短期大学部退職。

## 研究領域
専門は土壌学。特に、土壌溶液のイオン組成、土壌環境と作物育成、土壌診断の定量化などを研究。

## 受賞歴
- 日本土壌肥料学会賞（1963年）
- 勲二等瑞宝章（2000年）[2]

## 主著
- 『イネの栄養生理』（農山漁村文化協会、1962年）
- 『イネの生理と栽培 : 多収技術の基礎理論』（農山漁村文化協会、1965年）
- 『土壌肥沃度論』（農山漁村文化協会、1976年）
- 石声漢編、志田容子と共訳『氾勝之書-中国最古の農書』（農山漁村文化協会、1986年）
- 『土の構造と機能 : 複雑系をどうとらえるか』（農山漁村文化協会、1989年）